# Комер, Джоди
Джо́ди Ко́мер (англ. Jodie Comer; род. 11 марта 1993, Ливерпуль) — английская актриса. Лауреат премий «Эмми» и BAFTA TV за исполнение лучшей женской роли в телесериале «Убивая Еву» (2019). За главную роль в моноспектакле «На первый взгляд» Комер была удостоена награды Лоренса Оливье и премии «Тони» в категории «Лучшая актриса в пьесе».

## Биография
Родилась в Ливерпуле. Впервые попробовала себя в качестве актрисы в средней школе. Позднее она получила роль в радио-спектакле, для которого ей посоветовали нанять агента.
Телевизионная карьера Комер началась в 2008 году, когда она приняла гостевое участие в телесериале The Royal Today, спин-оффе телесериала «Члены королевской семьи». После этого снималась в эпизодах таких британских сериалов, как «Холби Сити», «Врачи», «Безмолвный свидетель», «Катастрофа», «Закон и порядок: Лондон», «Вера», «Инспектор Джордж Джентли» и других. Позже Джоди исполнила основные роли в мини-сериалах «Справедливость» и «Помни меня». Первую популярность актриса получила после исполнения роли Хлои Геммел в сериале «Мой безумный дневник». В 2015 году Комер участвовала в телевизионной адаптации романа «Любовник леди Чаттерлей». В 2015—2017 годах Джоди играла второстепенную роль в телесериале «Доктор Фостер». В 2016 году актриса сыграла главную роль в мини-сериале канала BBC Three «Тринадцать», повествующем о 26-летней Айви Моксем, похищенной в 13 лет и сбежавшей от своего похитителя после 13 лет заключения в подвале.
В апреле 2018 года Комер начала сниматься в шпионском триллере BBC «Убивая Еву» в роли Оксаны Астанковой / Вилланель. За эту роль актриса была номинирована на три премии «Эмми» за исполнение лучшей женской роли в драматическом сериале и три премии Британской академии телевидения за лучшую женскую роль, причём обе она выиграла в 2019 году.
В 2020 году Комер исполнила главную женскую роль, Маргариты де Карруж, в фильме Ридли Скотта «Последняя дуэль».
Джоди Комер дебютировала в Вест-Энде в пьесе Сьюзи Миллер «Prima Facie» в театре Гарольда Пинтера, которая началась в апреле 2022 года и завершилась в июне 2022 года. За эту роль Комер получила значительное признание критиков. 12 апреля 2023 года актриса дебютировала на Бродвее с этой же пьесой.

## Фильмография
| Год       |     | Русское название                  | Оригинальное название                  | Роль                         |
| --------- | --- | --------------------------------- | -------------------------------------- | ---------------------------- |
| 2008      | с   | —                                 | The Royal Today                        | Линн                         |
| 2010      | с   | Холби Сити                        | Holby City                             | Элли Дженкинс                |
| 2010      | с   | Улица Ватерлоо                    | Waterloo Road                          | Сара Эванс                   |
| 2011      | с   | Справедливость                    | Justice                                | Шарна Малхерн                |
| 2012      | с   | Врачи                             | Doctors                                | Келли Лоутер                 |
| 2012      | с   | Безмолвный свидетель              | Silent Witness                         | Ив Гилстон                   |
| 2012      | кор | —                                 | The Last Bite                          | Марси                        |
| 2012      | мтф | Хороший коп                       | Good Cop                               | Эми                          |
| 2012      | с   | Катастрофа                        | Casualty                               | Медди Элдон                  |
| 2012—2013 | с   | Подъём                            | Coming Up                              | Джемма / Кэт Салливан        |
| 2013      | с   | Закон и порядок: Лондон           | Law & Order: UK                        | Джефф Хейс                   |
| 2013      | с   | Вера                              | Vera                                   | Иззи Роулинс                 |
| 2013      | кор | —                                 | In T’Vic                               | Холлидей                     |
| 2013—2015 | с   | Мой безумный дневник              | My Mad Fat Diary                       | Хлоя Геммел                  |
| 2014      | с   | Инспектор Джордж Джентли          | Inspector George Gently                | Джастин Лейланд              |
| 2014      | мтф | Помни меня                        | Remember Me                            | Ханна Уорд                   |
| 2015      | тф  | Любовник леди Чаттерлей           | Lady Chatterley’s Lover                | Айви Болтон                  |
| 2015—2017 | с   | Доктор Фостер                     | Doctor Foster                          | Кейт Паркс                   |
| 2016      | мтф | Тринадцать                        | Thirteen                               | Айви Моксем                  |
| 2016      | мтф | Риллингтон-плейс                  | Rillington Place                       | Берил Эванс                  |
| 2017      | тф  | Белая принцесса                   | The White Princess                     | Елизавета Йоркская           |
| 2017      | ф   | Англия принадлежит мне            | England Is Mine                        | Кристин                      |
| 2018      | мтф | —                                 | Snatches: Moments from Women’s Lives'' | Линда                        |
| 2018—2022 | с   | Убивая Еву                        | Killing Eve                            | Оксана Астанкова / Вилланель |
| 2019      | кор | —                                 | Either Way                             | мадам                        |
| 2019      | ф   | Звёздные войны: Скайуокер. Восход | Star Wars: The Rise of Skywalker       | Мирамир (мать Рей)           |
| 2021      | тф  | Помощь                            | Help                                   | Сара                         |
| 2021      | ф   | Главный герой                     | Free Guy                               | Милли                        |
| 2021      | ф   | Последняя дуэль                   | Last Duel                              | Маргарита де Карруж          |
| 2023      | ф   | Всемирный потоп                   | The End We Start From                  | Мать                         |
| 2023      | ф   | Байкеры                           | The Bikeriders                         | Кэти                         |
| 2024      | ки  | Alone in the Dark                 | Alone in the Dark                      | Эмили Хартвуд                |
| 2025      | ф   | 28 лет спустя                     | 28 Years Later                         | Айла (мать Спайка)           |
| 2025      | ф   | Последняя тревога Мадлен Хайнд    | The Last Disturbance Of Madeline Hynde |                              |
| 2025      | ф   | Смерть Робин Гуда                 | The Death of Robin Hood                |                              |